# Torneo Preolímpico Sudamericano de 1972
El Torneo Preolímpico Sudamericano de 1972 se realizó entre el 26 de noviembre y el 11 de diciembre de 1971, en Bogotá, Medellín y Cali, Colombia.
En el torneo tomaron parte las 10 selecciones afiliadas a la Conmebol, de las cuales Brasil y Colombia consiguieron la clasificación a los Juegos Olímpicos de Múnich 1972.

## Árbitros
- Luis Pestarino
- Oscar Ortubé
- Romualdo Arppi Filho
- Juan Silvagno Cavanna
- Guillermo Velásquez Ramírez
- Eduardo Rendón
- Hugo Sosa
- Edison Pérez Núñez
- Ramón Barreto
- José Varrone

## Participantes
| Equipos participantes | Equipos participantes | Equipos participantes | Equipos participantes | Equipos participantes |
| --------------------- | --------------------- | --------------------- | --------------------- | --------------------- |
| Argentina             | Bolivia               | Brasil                | Chile                 | Colombia              |
| Ecuador               | Paraguay              | Perú                  | Uruguay               | Venezuela             |

## Sedes
| Bogotá                            | Cali                              | Medellín                  |
| --------------------------------- | --------------------------------- | ------------------------- |
| Estadio Nemesio Camacho El Campín | Estadio Olímpico Pascual Guerrero | Estadio Atanasio Girardot |
| Capacidad: 55 000                 | Capacidad: 42 000                 | Capacidad: 40 000         |
|                                   |                                   |                           |

## Resultados

### Grupo 1
| Equipo    | PJ | PG | PE | PP | GF | GC | Dif | PTS |
| --------- | -- | -- | -- | -- | -- | -- | --- | --- |
| Brasil    | 4  | 2  | 2  | 0  | 4  | 2  | +2  | 6   |
| Argentina | 4  | 1  | 3  | 0  | 5  | 3  | +2  | 5   |
| Bolivia   | 4  | 1  | 2  | 1  | 5  | 5  | 0   | 4   |
| Ecuador   | 4  | 0  | 3  | 1  | 4  | 5  | -1  | 3   |
| Chile     | 4  | 0  | 2  | 2  | 1  | 4  | -3  | 2   |

| 26 de noviembre de 1971 | Bolivia     | 1:1 (1:0) | Chile         | Estadio Pascual Guerrero, Cali |                           |
|                         | Morales 43' |           | Antequera 60' | Árbitro(s): Ramón Barreto      | Árbitro(s): Ramón Barreto |

| 26 de noviembre de 1971 | Brasil   | 1:1 (1:0) | Ecuador            | Estadio Pascual Guerrero, Cali          |                                         |
|                         | Dias 39' |           | Chinoca 55' (a.g.) | Árbitro(s): Guillermo Velásquez Ramírez | Árbitro(s): Guillermo Velásquez Ramírez |

| 28 de noviembre de 1971 | Argentina                   | 2:2 (1:1) | Ecuador                     | Estadio Pascual Guerrero, Cali |                       |
|                         | Di Meola 8' · Ungaretti 83' |           | Vizuete 17' · Estupiñán 48' | Árbitro(s): Hugo Sosa          | Árbitro(s): Hugo Sosa |

| 28 de noviembre de 1971 | Brasil                  | 2:1 (1:0) | Bolivia   | Estadio Pascual Guerrero, Cali |                          |
|                         | da Silva 36' · Dias 48' |           | Landa 78' | Árbitro(s): José Varrone       | Árbitro(s): José Varrone |

| 30 de noviembre de 1971 | Brasil | 0:0 | Argentina | Estadio Pascual Guerrero, Cali |  |
|                         |        |     |           | Árbitro(s): Ramón Barreto      |  |

| 30 de noviembre de 1971 | Ecuador | 0:0 | Chile | Estadio Pascual Guerrero, Cali |  |
|                         |         |     |       | Árbitro(s): Hugo Sosa          |  |

| 2 de diciembre de 1971 | Argentina                       | 2:0 (1:0) | Chile | Estadio Pascual Guerrero, Cali |                                |
|                        | Jorge 22' (pen.) · Di Meola 62' |           |       | Árbitro(s): Edison Pérez Núñez | Árbitro(s): Edison Pérez Núñez |

| 2 de diciembre de 1971 | Bolivia                | 2:1 (2:0) | Ecuador  | Estadio Pascual Guerrero, Cali |                          |
|                        | Landa 11' · Zapata 17' |           | Vaca 89' | Árbitro(s): José Varrone       | Árbitro(s): José Varrone |

| 5 de diciembre de 1971 | Argentina   | 1:1 (1:1) | Bolivia     | Estadio Atanasio Girardot, Medellín                                    |                                                                        |
|                        | Di Meola 5' |           | Jiménez 24' | Asistencia: 5.682 espectadores Árbitro(s): Guillermo Velásquez Ramírez | Asistencia: 5.682 espectadores Árbitro(s): Guillermo Velásquez Ramírez |

| 5 de diciembre de 1971 | Brasil   | 1:0 (0:0) | Chile | Estadio Atanasio Girardot, Medellín |                                |
|                        | Dias 65' |           |       | Árbitro(s): Edison Pérez Núñez      | Árbitro(s): Edison Pérez Núñez |

### Grupo 2
| Equipo    | PJ | PG | PE | PP | GF | GC | Dif | PTS |
| --------- | -- | -- | -- | -- | -- | -- | --- | --- |
| Perú      | 4  | 3  | 1  | 0  | 7  | 2  | +5  | 7   |
| Colombia  | 4  | 2  | 2  | 0  | 5  | 2  | +3  | 6   |
| Paraguay  | 4  | 1  | 2  | 1  | 6  | 4  | +2  | 4   |
| Uruguay   | 4  | 1  | 1  | 2  | 4  | 4  | 0   | 3   |
| Venezuela | 4  | 0  | 0  | 4  | 1  | 11 | -10 | 0   |

| 26 de noviembre de 1971 | Colombia                      | 2:1 (1:0) | Uruguay            | Estadio El Campín, Bogotá  |                            |
|                         | Morón 3' · Andrade 48' (pen.) |           | Moncada 85' (a.g.) | Árbitro(s): Luis Pestarino | Árbitro(s): Luis Pestarino |

| 26 de noviembre de 1971 | Perú                               | 3:0 (0:0) | Venezuela | Estadio El Campín, Bogotá |                          |
|                         | Barbadillo 72', 74' · Palacios 85' |           |           | Árbitro(s): Oscar Ortubé  | Árbitro(s): Oscar Ortubé |

| 28 de noviembre de 1971 | Perú                  | 2:1 (2:1) | Paraguay   | Estadio El Campín, Bogotá  |                            |
|                         | Peralta 8' · Ruiz 29' |           | Fleitas 5' | Árbitro(s): Luis Pestarino | Árbitro(s): Luis Pestarino |

| 28 de noviembre de 1971 | Colombia         | 2:0 (1:0) | Venezuela | Estadio El Campín, Bogotá         |                                   |
|                         | Andrade 44', 75' |           |           | Árbitro(s): Juan Silvagno Cavanna | Árbitro(s): Juan Silvagno Cavanna |

| 1 de diciembre de 1971 | Paraguay   | 1:1 (0:1) | Uruguay   | Estadio El Campín, Bogotá         |                                   |
|                        | Aquino 77' |           | Mayero 3' | Árbitro(s): Juan Silvagno Cavanna | Árbitro(s): Juan Silvagno Cavanna |

| 1 de diciembre de 1971 | Colombia    | 1:1 (1:1) | Perú       | Estadio El Campín, Bogotá                                  |                                                            |
|                        | Andrade 40' |           | Larios 34' | Asistencia: 55.000 espectadores Árbitro(s): Luis Pestarino | Asistencia: 55.000 espectadores Árbitro(s): Luis Pestarino |

| 3 de diciembre de 1971 | Perú    | 1:0 (1:0) | Uruguay | Estadio El Campín, Bogotá        |                                  |
|                        | Daga 5' |           |         | Árbitro(s): Romualdo Arppi Filho | Árbitro(s): Romualdo Arppi Filho |

| 3 de diciembre de 1971 | Paraguay                            | 4:1 (1:1) | Venezuela  | Estadio El Campín, Bogotá  |                            |
|                        | González 20', 60' · Torres 65', 73' |           | Araque 38' | Árbitro(s): Eduardo Rendón | Árbitro(s): Eduardo Rendón |

| 5 de diciembre de 1971 | Colombia | 0:0 | Paraguay | Estadio El Campín, Bogotá        |  |
|                        |          |     |          | Árbitro(s): Romualdo Arppi Filho |  |

| 5 de diciembre de 1971 | Uruguay                    | 2:0 (2:0) | Venezuela | Estadio El Campín, Bogotá  |                            |
|                        | Napolotti 21' · Chávez 35' |           |           | Árbitro(s): Eduardo Rendón | Árbitro(s): Eduardo Rendón |

### Fase final
| Equipo    | PJ | PG | PE | PP | GF | GC | Dif | PTS |
| --------- | -- | -- | -- | -- | -- | -- | --- | --- |
| Brasil    | 3  | 2  | 1  | 0  | 3  | 1  | +2  | 5   |
| Colombia  | 3  | 0  | 3  | 0  | 2  | 2  | 0   | 3   |
| Argentina | 3  | 0  | 2  | 1  | 2  | 3  | -1  | 2   |
| Perú      | 3  | 0  | 2  | 1  | 1  | 2  | -1  | 2   |

| 7 de diciembre de 1971 | Colombia       | 1:1 (1:0) | Brasil    | Estadio El Campín, Bogotá |                          |
|                        | Santamaría 10' |           | Enéas 87' | Árbitro(s): Oscar Ortubé  | Árbitro(s): Oscar Ortubé |

| 7 de diciembre de 1971 | Argentina  | 1:1 (0:1) | Perú        | Estadio El Campín, Bogotá                                 |                                                           |
|                        | Moreno 79' |           | Peralta 28' | Asistencia: 45.000 espectadores Árbitro(s): Ramón Barreto | Asistencia: 45.000 espectadores Árbitro(s): Ramón Barreto |

| 9 de diciembre de 1971 | Brasil   | 1:0 (1:0) | Argentina | Estadio El Campín, Bogotá |                       |
|                        | Zico 33' |           |           | Árbitro(s): Hugo Sosa     | Árbitro(s): Hugo Sosa |

| 9 de diciembre de 1971 | Colombia | 0:0 | Perú | Estadio El Campín, Bogotá                                  |  |
|                        |          |     |      | Asistencia: 40.000 espectadores Árbitro(s): Eduardo Rendón |  |

| 11 de diciembre de 1971 | Colombia    | 1:1 (0:0) | Argentina            | Estadio El Campín, Bogotá                                 |                                                           |
|                         | Andrade 84' |           | Rodríguez 50' (a.g.) | Asistencia: 55.000 espectadores Árbitro(s): Ramón Barreto | Asistencia: 55.000 espectadores Árbitro(s): Ramón Barreto |

| 11 de diciembre de 1971 | Brasil    | 1:0 (0:0) | Perú | Estadio El Campín, Bogotá         |                                   |
|                         | Enéas 58' |           |      | Árbitro(s): Juan Silvagno Cavanna | Árbitro(s): Juan Silvagno Cavanna |

## Clasificados a los Juegos Olímpicos de Múnich 1972
| Bandera de Brasil   | Bandera de Colombia |
| Brasil              | Colombia            |
| Campeón 2.do título | Segundo puesto      |

## Estadísticas
| Pos. | Selección | Pts. | PJ | PG | PE | PP | GF | GC | Dif | Rend. |
| ---- | --------- | ---- | -- | -- | -- | -- | -- | -- | --- | ----- |
| 1    | Brasil    | 11   | 7  | 4  | 3  | 0  | 7  | 3  | 4   | 78.6% |
| 2    | Perú      | 9    | 7  | 3  | 3  | 1  | 8  | 4  | 4   | 64.3% |
| 3    | Colombia  | 9    | 7  | 2  | 5  | 0  | 7  | 4  | 3   | 64.3% |
| 4    | Argentina | 7    | 7  | 1  | 5  | 1  | 7  | 6  | 1   | 50%   |
| 5    | Paraguay  | 4    | 4  | 1  | 2  | 1  | 6  | 4  | 2   | 50%   |
| 6    | Bolivia   | 4    | 4  | 1  | 2  | 1  | 5  | 5  | 0   | 50%   |
| 7    | Uruguay   | 3    | 4  | 1  | 1  | 2  | 4  | 4  | 0   | 37.5% |
| 8    | Ecuador   | 3    | 4  | 0  | 3  | 1  | 4  | 5  | -1  | 37.5% |
| 9    | Chile     | 2    | 4  | 0  | 2  | 2  | 1  | 4  | -3  | 25%   |
| 10   | Venezuela | 0    | 4  | 0  | 0  | 4  | 1  | 11 | -10 | 0%    |